# جاي كينيدي (صحفي)
جاي كينيدي (بالإنجليزية: Jay Kennedy)‏ هو محرر وصحفي أمريكي، ولد في 18 أبريل 1956 في نيويورك في الولايات المتحدة، وتوفي في 15 مارس 2007 في كوستاريكا بسبب غرق.